# 아르멘 바르다냔
아르멘 프룬지코비치 바르다냔(우크라이나어: Арме́н Фру́нзікович Варданя́н, 1985년 11월 30일~)은 우크라이나의 레슬링 선수, 지도자, 정치인이다. 2008년 하계 올림픽에서 남자 그레코로만형 라이트급 동메달을 획득했으며 세계 선수권 대회에서 은메달 3개를 획득했다.